# Casizolu
Il casizolu è un formaggio di latte vaccino a pasta filata.
È ottenuto dal latte delle vacche di razza sardo-modicana (bue rosso), o bruno-sarda allevate tutto l'anno allo stato brado.
È tipico delle colline centrali della Sardegna, Montiferru, Marghine e altopiano di Abbasanta. Ha forma a pera col collo più o meno allungato a seconda della tecnica usata nella zona di produzione. L'aspetto esteriore è liscio, di colore giallo chiaro all'inizio e tendente al giallo oro con la stagionatura. Con la stagionatura la pasta tende a scagliare. 
Il casizolu prodotto nel Montiferru è un presidio Slow Food e sottoposto a un disciplinare di produzione e si differenzia dagli altri per la pezzatura considerevole, da 3 a 5 kg.